# The Nearness of You (альбом Хелен Меррилл)
The Nearness of You — пятый студийный альбом американской певицы Хелен Меррилл, выпущенный в 1958 году на лейбле EmArcy Records. Включает исполнение стандартов с двух сессий с совершенно разными составами аккомпанирующих музыкантов. На более поздней сессии от 21 февраля 1958 года исполняют такие джазовые музыканты как пианист Билл Эванс и басист Оскар Петтифорд.

## Отзывы критиков
| Оценки критиков                     | Оценки критиков |
| Источник                            | Оценка          |
| ----------------------------------- | --------------- |
| AllMusic                            | [ 1 ]           |
| The Encyclopedia of Popular Music   | [ 2 ]           |
| The Rolling Stone Jazz Record Guide | [ 3 ]           |

Нэт Хентофф из HiFi Review написал: «В своём пятом альбоме Хелен Меррилл демонстрирует значительный рост. Она всегда пела интенсивно, но иногда доходила до мелодрамы; и она в основном ограничивала себя медленными, даже похоронными темпами. Здесь более широкий диапазон темпа и настроений, плюс редкая и желанная нотка юмора в „Bye, Bye Blackbird“. Временами всё ещё присутствует некоторая степень чрезмерной драматизации, но она лучше контролирует свой материал, чем раньше».
Из рецензии Джона Буша для AllMusic: «Хелен Меррилл, то хриплая и атмосферная, то яркая и динамичная, часто перегибает палку Nearness of You, хотя её особый стиль и сильная индивидуальность могут освежить поклонников вокала, уставших от привычных версий стандартов. Возглавляя два отдельных секстета — гораздо более известный, с Биллом Эвансом, Бобби Джаспером, Оскаром Петтифордом и Джо Джонсом, появляется всего на четырех треках — Меррилл легко преодолевает множество среднетемповых стандартов, совершая несколько обходных манёвров по территории высокой драматичности. Её мощный голос иногда доставляет ей неприятности, переходя от хриплого к дерзкому и часто занимая довольно неловкую позицию посредника. Тем не менее, её энергичный тон и игривую манеру исполнения „Bye, Bye Blackbird“, „Let Me Love You“ и „All of You“ приятно слушать, и флейтист Майк Симпсон также присоединяется к ней. Меррилл действительно блистает на более мрачном материале, аккомпанируя себе только щипковым басом в песне „Softly, As in a Morning Sunrise“ и таким же скупым аккомпанементом в долгом трибьюте „Summertime“ и „I See Your Face Before Me“».

## Список композиций
1. «Bye Bye Blackbird» (Морт Диксон, Эл Хендерсон) — 2:57
2. «When the Sun Comes Out» (Гарольд Арлен, Тед Келер) — 4:47
3. «I Remember You» (Джонни Мерсер, Виктор Шерзингер) — 2:11
4. «Softly, as in a Morning Sunrise» (Оскар Хаммерстайн II, Зигмунд Ромберг) — 3:19
5. «Dearly Beloved» (Джером Керн, Джонни Мерсер) — 2:07
6. «Summertime» (Джордж Гершвин, Айра Гершвин, Дюбоз Хейуорд) — 3:28
7. «All of You» (Коул Портер) — 3:33
8. «I See Your Face Before Me» (Говард Дитц, Артур Шварц) — 2:39
9. «Let Me Love You» (Харлан Ховард) — 2:48
10. «The Nearness of You» (Хоги Кармайкл, Нед Вашингтон) — 4:06
11. «This Time the Dream’s on Me» (Гарольд Арлен, Джонни Мерсер) — 2:21
12. «Just Imagine» (Лью Браун, Бадди Де Сильва, Нед Вашингтон) — 3:21

## Участники записи
- Хелен Меррилл — вокал
- Майк Симпсон (1, 3, 4, 5, 6, 8, 11), Бобби Джаспер (2, 7, 9, 10, 12) — флейта
- Дик Маркс (1, 3, 4, 5, 6, 8, 11), Билл Эванс (2, 7, 9, 10, 12) — фортепиано
- Фред Рандквист (1, 3, 4, 5, 6, 8, 11), Барри Гэлбрейт (2, 7, 9, 10, 12) — гитара
- Джонни Фриго (1, 3, 4, 5, 6, 8, 11), Оскар Петтифорд (2, 7, 9, 10, 12) — контрабас
- Джерри Слосберг (1, 3, 4, 5, 6, 8, 11), Джо Джонс (2, 7, 9, 10, 12) — барабаны
- Дэвид Кэрролл (1, 3, 4, 5, 6, 8, 11), Джордж Рассел (2, 7, 9, 10, 12) — аранжировка, дирижёр